# Шведски историјски музеј
Шведски историјски музеј (швед. Historiska museet, Statens historiska museum) је музеј који се налази у Стокхолму у Шведској и покрива шведску археологију и културну историју од периода мезолита до данас. Основан 1866. године, делује као владина агенција и има задатак да чува шведске историјске предмете, као и да знање о историји учини доступним јавности.
Порекло музеја су колекције уметничких и историјских предмета које су шведски монарси окупљали од 16. века. Има низ сталних изложби и годишње приређује посебне изложбе везане за актуелне догађаје.

## Функција
Историјски музеј део је централне музејске агенције која се назива Statens historiska museer („Национални историјски музеји“). Остале институције под окриљем ове агенције су Краљевски нумизматички музеј, Тумба Музеј и Шведска археолошка комисија. Музеј је такође један од пет такозваних ansvarsmuseum („музеји са одговорностима“) у Шведској. Задатак му је да координира активности између музеја, помаже другим музејима и развија контакте између музеја и других делова шведске заједнице.

## Историја
Основа за оно што је требало да постане Историјски музеј и Национални музеј била је уметничка колекција краља Густава Васе из 16. века у замку Грипсхолм (Gripsholms slott). Колекција је расла уз помоћ аквизиција, поклона и ратног плена за време Шведског царства. Неке колекције су изгубљене током пожара у замку Три круне. Током каснијег дела 18. века, уметнине и старине куповали су амбасадори и чланови краљевске породице и сакупљали их у Стокхолмској палати. Након смрти краља Густафа III 1792. године, колекције су предате шведској влади. Исте године Краљевски музеј отворен је у палати. Био је то један од првих јавних музеја на свету. 1846–47. године музеј се преселио из палате у кућу Ридерштолпе (Ridderstolpe) на Хепсброну (Skeppsbron), где је боравио до 1865. године и пресељења у Национални музеј. Шведски археолог Стиг Велиндер тврди да је Историјски музеј у ствари основан 1847. године.
Данашњи музеј основао је 1866. године Брор Емил Хилдебранд, који је био директор и његових претходника у Стокхолмској палати и кући Ридерштолпе. Збирке музеја биле су изложене у приземљу недавно изграђеног Националног музеја. Просторије су убрзо постале премале за оба музеја. Када су 1876. године направљени планови за нову зграду Нордијског музеја, предложено је да зграда треба да садржи и колекције Историјског музеја. Дебата о смештају за Историјски музеј настављена је деценијама док Сигурд Курман није постао Чувар древних споменика (riksantikvarie) и шеф Шведског одбора за националну баштину 3. јула 1923. Пребацио је то питање на конкретније и трајније решење. Главни циљ нове и довољно велике зграде за музеј био је увођење реда у колекције, обично званим „хаос“, док су се необјављени истраживачки радови називали „сандуци“.
Шведска влада је 1929. предложила да се музеју могу доделити бивше војне касарне и коњушнице у улици Стургатан. 1930. године одржано је архитектонско такмичење за предложено претварање блока у одговарајући смештај за музеј. Није проглашен ниједан победник, већ су елементи из предлога за друго место, који су дали архитекти Бенгт Ромаре и Џорџ Шерман са инжењером Јеста Нилсоном, постали полазна основа за преуређење подручја. Дизајн новог музеја развили су у сарадњи са Курманом, Националним одбором за имовину и Одбором за националну баштину.

## Архитектура
1932. шведска влада је одобрила средства за изградњу службених зграда за отварање радних места током депресије. Неке од њих коришћене су за изградњу музеја 1934–39. Планови за музеј нису довршени до 1936.

### Спољашњост
Главна зграда, коју су пројектовали Ромаре и Шерман 1935–1940, одражава амбивалентност између преовлађујућег модерног стила епохе и историјског контекста који је дат не само захтевима за контекстом, већ и касарнама и стајама из 19. века јужно од музеја које је дизајнирао Фредрик Блом и грађеним у етапама 1805–1818, почевши годину дана након што је влада присвојила земљу. Касарне су у неокласицистичком стилу, а понављајуће фасаде су некада биле изложене Ladugårdslandsviken-у који је био део главне луке Стокхолма до 19. века, док главна зграда чини компактни блок повучен од улице остављајући отворен простор испред зграде.
Музеј се састоји од четири дво- и троспратне зграде сличне блоковима које окружују унутрашње двориште, дајући му изглед тврђаве. Фасада је строга и украшена скулптурама Брора Марклунда (додато 1959. године) и рељефима уметника Роберта Нилсона. У дворишту поред базена налази се скулптура Карла Фрисендала воденог духа Näcken.
Већина украса музеја изабрана је низом конкурса. 1938. Марклунд је победио на конкурсу за стварање главног улаза у музеј. Требало му је тринаест година да направи врата, названа Врата историје (Historiens Portar). Завршена су и свечано отворена 1952. Врата је финансирала фондација филантропа Еве Бониер.
Врата су висока 4,5 м и тешка око 1 тону свако крило. Израђена су од бронзе, прво су изливена у ливници Хермана Бергмана, а затим их је урезао Марклунд.
Кроз низ од десет поља, врата приказују историју Шведске од каменог доба до средњег века. Лево крило врата представљапаганску еру са Одином као централном фигуром, док десна врата приказују Ансгара и хришћанску еру. Уочено одступање од историјске теме је приказ стандардне боце пилснера (пива) из 1950-их на крајњој десној страни десних врата. Уобичајени предмет код радника који су изливали врата и изградили музеј. Марклунд је урезао бочицу и то је једини део бронзане површине који су људи додиривањем углачали до сјаја.

## Ентеријер
Унутрашњост музеја је велика, са простором за сталне и посебне изложбе. Сталне поставке поређане су хронолошким редоследом у собама према унутрашњем дворишту, са предхришћанским колекцијама у приземљу и колекцијама од око 800. на спрату. Хале се непрестано допуњавају и прилагођавају новој технологији и за смештај нових изложби. Улазна сала је обновљена 1994. године како би се стекао модеран утисак о средњовековној витешкој дворани. Под је постављен каменом, а изложене греде у плафону су од бетона.

### Златна соба
Испод централног дворишта је бетонски подрум познат као Златна соба, где је изложен велики број предмета од злата и сребра. Изграђена је 1994. године и плаћена донацијом фондације Кнута и Алисе Валенберг. Дизајнирао је архитекта Леиф Бломберг, подсећа на мистично култно место са приказом Мимировог бунара у средини изложбене собе. Под и стубови у соби су од кречњака и дијабаза, а декор је израђен од кованог гвожђа. Приступ му је кроз подземни пролаз из улазног хола.
Соба садржи око 3000 предмета израђених од укупно 52 кг злата и више од 200 кг сребра. Само уз повећану сигурност коју је пружао бетонски трезор, већина златних предмета могла је бити изложена широј јавности.

## Збирке
Када је Курман првобитно дизајнирао начин на који ће колекције бити изложене, идеје је позајмљивао са савремених изложби, индустријских сајмова и излога. Идеја је била примамити и едуковати посетиоце, што је наишло на скепсу научника који су музеј сматрали углавном научном институцијом. То је један од највећих музеја у Шведској са више од 10 милиона артефаката, регистрованим под око 34.000 инвентарних бројева, и једна од највећих колекција антиквитета у Европи. Изложено је око 6.200 предмета. У 2011. години подаци о 480.000 предмета у музеју били су доступни путем мрежне базе података. 65.000 ових предмета илустровано је цртежима или фотографијама. База података такође је садржала информације о 55.900 места у Шведској где су пронађени археолошки налази и приближно 267.300 налаза костију (укупне тежине око 111 т). База података се непрестано проширује и ажурира.
Колекција Викинга састоји се од предмета из око 800–1050, укључујући оружје, сандук Местермир, археолошке налазе из трговачког центра из доба Викинга, Бирке, УНЕСКО-ве светске баштине на Бјоркеу, верске предмете, стране предмете донете са путовања и плена из других делова света као и хиљаде налаза везаних за свакодневни живот током тог периода.
Најзапаженији предмети у колекцији Златне собе су огрлице из око 350–500. године, израђене од злата од римских новчића. У соби се налазе и накит од викиншког сребра, кивоти са драгуљима из средњег века, новчићи, церемонијални мачеви и ратни плен. За велики број сачуваних предмета израђених од племенитих метала заслужан је закон који је објављен у 17. веку, у коме се наводи да ће сви такви налази стари 100 година или више и без власника бити откупљени од стране владе и послати у историјски музеј. Закон је и даље на снази.
Збирка шведске црквене уметности у музеју је опсежна и води порекло од 12. века до протестантске реформације. Садржи предмете као што су дрвене скулптуре, олтарне слике и распећа. Међу њима су кивот свете Елизабете и Виклау Мадона, једну од најбоље очуваних дрвених скулптура из Европе из 12. века.
Текстилна дела из средњег века чувају се у Текстилној комори. Предмети су углавном текстил који користе цркве или свештеници и епископи. Најстарији и најзапаженији предмет је таписерија цркве Ског из 13. века. Пронађена је 1912. године, омотана око венчане капе. Друга таписерија је таписерија Грединге.

## Изложбе
Прва свеобухватна изложба у музеју отворена је 17. априла 1943. Звала се Десет хиљада година у Шведској и састојала се од изложби од каменог доба до средњег века. Музеј је од тада неколико пута мењао и преправљао сталне поставке, а имао је и неколико нових посебних изложби на годишњем нивоу. Оне су често повезане са неком темом о којој се тренутно расправља или је на неки други начин актуелна. Неке од посебних изложби биле су:
- Луксузни производи и јединствени портрети, 1997, извоз из Римског царства у Скандинавију.[27]
- Снежана и лудило истине, 2004, уметничка инсталација која је довела до међународне полемике.[28]
- Сачувајте историју!, 2009, о томе како глобално загревање и загађење уништавају културно наслеђе.[29]
- Без граница - глобално путовање открића, 2011. о томе како су се различите културе сусретале и утицале једна на другу током историје.[30]
- Три века пријатељства Русије и Холандије, 2013, са предметима који су позајмљени из музеја, архива и библиотека у Русији и Холандији.[31]
- Скривене приче, 2015, изложба проткана сталним поставкама са белешкама и причама које истичу сексуалност и родни идентитет пружајући алтернативни поглед на историју.[32]

2010. године отворена је нова стална изложба под називом Шведска историја. Истакнути су лични предмети повезани са прекретницама и кључним моментима у шведској историји током последњих 1000 година. 2011. године музеј је створио прву изложбу по систему „кључ у руке“ Зовемо их Викинзи у сарадњи са аустријским музејима. Изложба из два дела приказује друге аспекте живота Викинга осим стереотипа варварских пљачкаша. 2015, обишала је бројна места у Европи и Северној Америци.

## Галерија
- Гвоздени шлем са бродског погреба из 7. века
- Средњовековна крстионица из цркве Нас
- Камен са рунским текстом из цркве Нас, Вестерготланд
- Праисторијски камен који приказује фигуре из нордијске митологије
- Дрвени кивот из цркве Ериксберг, Вестерготланд
- Крстионица из цркве Старкар, Вестерготланд
- Крстионица цркве Хедесунда, крај 13. века
- Шведски историјски музеј, унутрашње двориште, 2017
- Шведски историјски музеј, сребрни предмети из колекције, 2017
- Шведски историјски музеј, златни предмети из колекције, 2017
- Шведски историјски музеј, трезор, 2017
- Шведски историјски музеј, црквени предмети из колекције, 2017
- Шведски историјски музеј, означавање година током историје, дуж стазе на поду, 2017
- Шведски историјски музеј, Буда